# USS Washington (BB-56)
Pour les autres navires du même nom, voir USS Washington.
Le USS Washington (BB-56) était un cuirassé, le second de la classe North Carolina de l'United States Navy. Il est nommé d'après l'État de Washington. 

## Historique

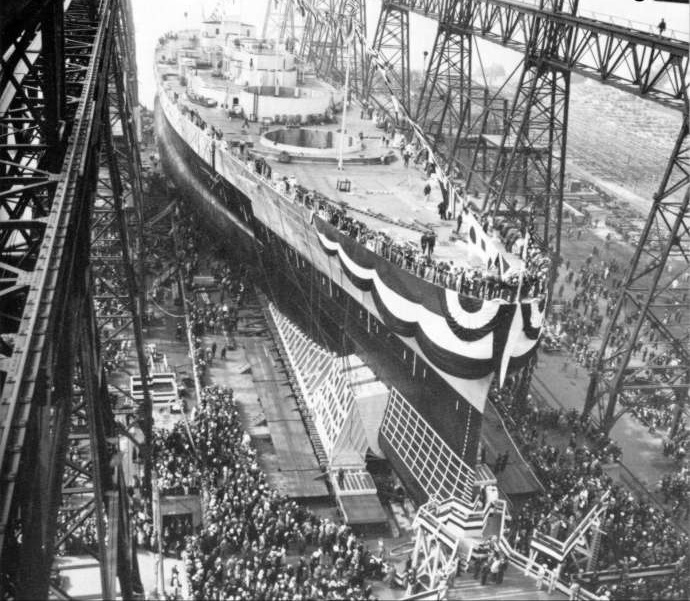
Lancement de l'USS Washington le 1er juin 1940.

La construction de l'USS Washington commença le 14 juin 1938 au Philadelphia Naval Shipyard et le navire fut lancé le 1er juin 1940 . Après sa mise en service le 15 mai 1941, le navire rencontra les mêmes problèmes de vibrations sur les arbres propulseurs que son navire-jumeau et ces derniers ne furent résolus qu'après de nombreux tests sur l'USS North Carolina,,.
Le cuirassé fut finalement capable d'assumer un rôle actif dans la guerre et le contre-amiral John W. Wilcox, Jr. (en) le choisit comme navire amiral de la Task Force 39. Le 26 mars 1942, l'USS Washington, le porte-avions USS Wasp, les croiseurs lourds USS Wichita et USS Tuscaloosa et de nombreux navires plus petits furent envoyés pour renforcer la Home Fleet britannique. Durant le voyage, Wilcox tomba à la mer ; il fut ensuite retrouvé visage dans l'eau par le destroyer USS Wilson mais son corps ne put être récupéré du fait du mauvais temps. On ne sait pas exactement ce qui s'était passé ; il se pourrait qu'il ait été emporté par une vague mais des rumeurs indiquait qu'il souffrait de problèmes cardiaques. La flotte rejoignit le principal port de la Home Fleet à Scapa Flow en Écosse le 4 avril,,.
L'USS Washington et les autres navires de la Task Force 39 participèrent à des exercices avec la flotte britannique jusqu'à la fin avril. Avec d'autres navires, la flotte américaine quitta les îles Britanniques pour escorter les convois alliés à destination de l'Union soviétique à travers l'océan Arctique. Lors de cette mission, le cuirassé britannique HMS King George V heurta accidentellement le destroyer HMS Punjabi et le coupa en deux. L'USS Washington qui se trouvait juste derrière le navire britannique passa dans la même zone et fut endommagé par l'explosion des grenades anti-sous-marines. Les dégâts à la coque étaient très légers, se limitant à la fuite d'un réservoir de carburant mais de nombreux systèmes furent endommagés dont plusieurs radars et des disjoncteurs. Les navires américains rallièrent ensuite le port islandais de Hvalfjörður jusqu'au 15 mai puis ils rejoignirent Scapa Flow le 3 juin. Le lendemain, l'USS Washington accueillit le commandant des forces navales en Europe, l'amiral Harold R. Stark qui installa un quartier-général provisoire sur le navire. Le 7 juin, le roi George VI du Royaume-Uni inspecta le cuirassé,,.

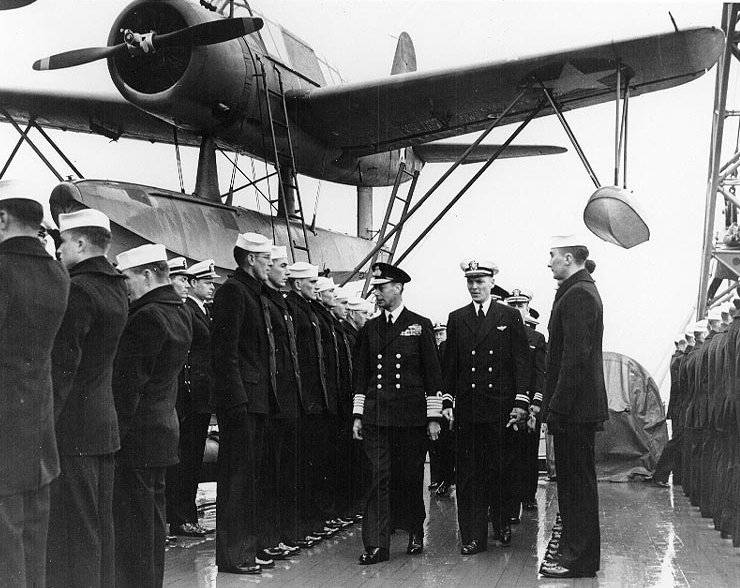
Le roi George VI du Royaume-Uni (colonne de gauche, marchant vers le photographe) à bord de l'USS Washington le 7 juin 1942. Un Vought OS2U Kingfisher se trouve à l'arrière plan.

L'USS Washington quitta l'Europe pour les États-Unis le 14 juillet 1942 avec une escorte de quatre destroyers ; à son arrivée au chantier naval de New York le 23, il subit une révision complète qui dura un mois. Le 23 août, le navire rejoignit l'archipel des Tonga où il devint le navire amiral de l'amiral Willis A. Lee. Au cours des mois suivants, il fut assigné à l'escorte des navires de transport à destination de l'île de Guadalcanal. Le 13 novembre, trois formations navales japonaises en route pour l'île furent repérées et l'une d'elles chercha à bombarder l'aérodrome d'Henderson Field pendant que la nuit la protégeait de l'aviation. Le premier groupe de bombardement japonais fut repoussé par une force américaine composée de croiseurs et de destroyers. Le 14 novembre, les Japonais organisèrent une nouvelle attaque pour neutraliser l'aérodrome. L'USS Washington, l'USS South Dakota et quatre destroyers furent envoyés pour intercepter la flotte japonaise durant la nuit. Cette dernière composée du cuirassé rapide Kirishima, de deux croiseurs lourds, de deux croiseurs légers et de neuf destroyers coula trois destroyers américains et endommagea gravement l'USS South Dakota. Cependant, l'USS Washington ne fut pas repéré et son artillerie dirigée par radar coula un destroyer et pilonna le Kirishima. L'USS Washington tira 75 obus de 16 pouces et 107 de 5 pouces durant l'engagement ; neuf obus de 16 pouces touchèrent le Kirishima qui fut gravement endommagé et dut être sabordé le lendemain matin. Peu après la bataille les Japonais commencèrent à évacuer Guadalcanal,,
Jusqu'en avril 1943, l'USS Washington resta près de sa base en Nouvelle-Calédonie et fournit une protection aux convois et aux groupes de combat qui participaient à la campagne des îles Salomon. À Pearl Harbor, il subit une série de modifications avant de retourner dans la zone de combat à la fin du mois de juillet. Entre août et la fin du mois d'octobre, il opéra autour de Éfaté. Avec quatre cuirassés et six destroyers, l'USS Washington forma le Task Group 53.2 et participa à des exercices avec les porte-avions USS Essex et USS Independence. L'unité se rendit ensuite dans les îles Gilbert pour fournir un soutien d'artillerie. Au début novembre, l'USS Washington navigua jusqu'à Makin pour protéger les navires présents puis il se rendit à Banaba pour se préparer au bombardement de Nauru avec son navire-jumeau, tous les cuirassés de la classe South Dakota et les porte-avions USS Bunker Hill et USS Monterey. Après le bombardement du 8 décembre, la flotte retourna à Étafé où elle arriva le 12 décembre. À Noël, l'USS Washington, l'USS North Carolina et quatre destroyers quittèrent Étafé pour des exercices. À la fin du mois de janvier, le navire rejoignit le Task Group 50.1 pour escorter les porte-avions qui attaquaient Tarao et Kwajalein. L'USS Washington bombarda également Kwajalein le 30 janvier,.

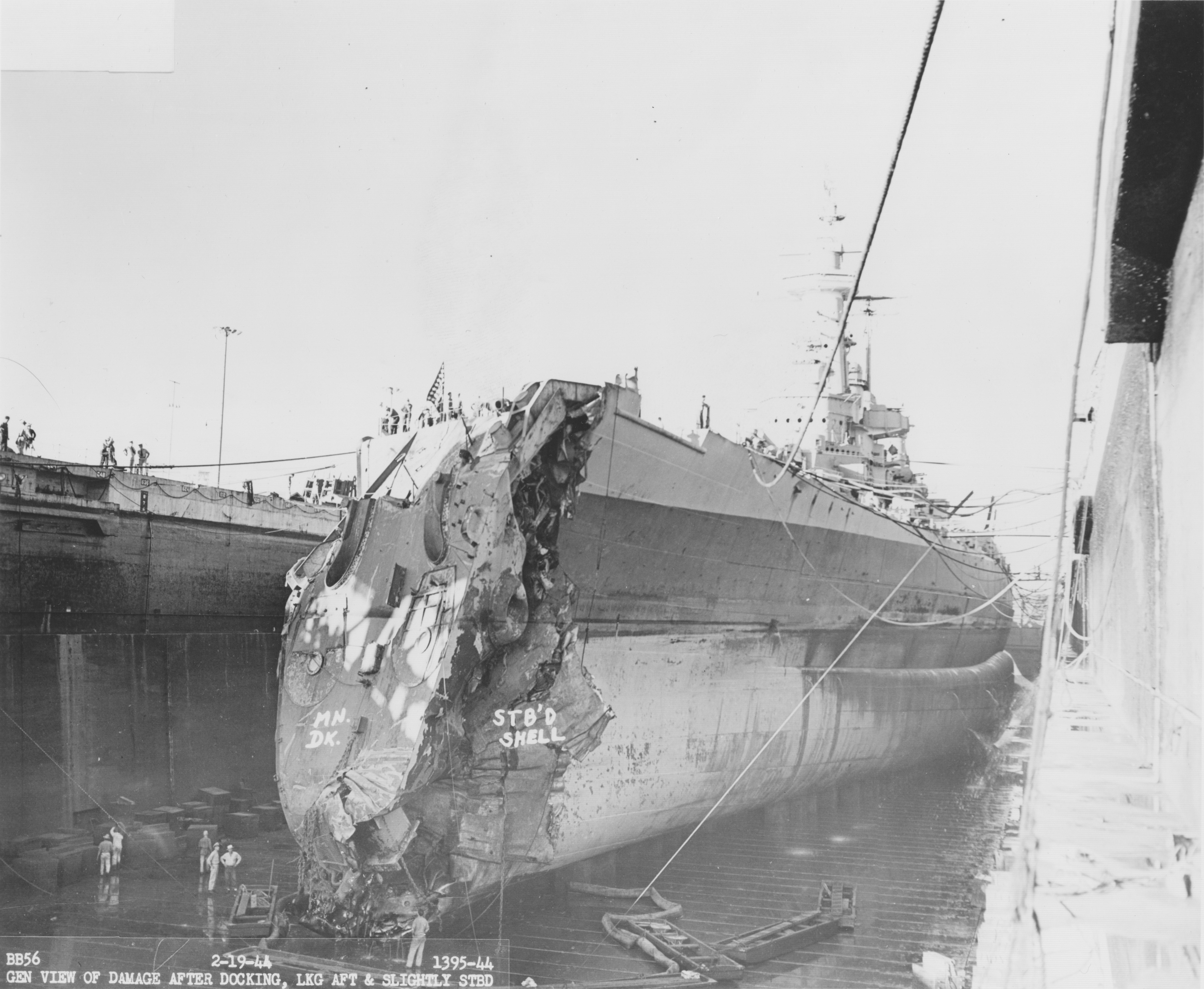
Proue de l'USS Washington après sa collision avec l'.

Durant la nuit du 30 janvier au 1er février, l'USS Washington entra en collision avec l'USS Indiana lorsque ce dernier quitta la formation pour ravitailler quatre destroyers. L'USS Indiana avait annoncé par radio qu'il allait tourner sur bâbord pour quitter la formation mais peu après le début de la manœuvre, le capitaine ordonna un changement de cap à tribord. Environ 7 minutes plus tard, il fut repéré par les guetteurs de l'USS Washington à moins de 900 m. Malgré les efforts des deux équipages, la collision était inévitable et l'USS Washington heurta et arracha une large portion du flanc tribord de l'USS Indiana. L'avant de l'USS Washington était gravement endommagé et 18 m de proue pendaient dans l'eau. Dix hommes furent tués dont six sur l'USS Washington. Après des réparations provisoires de la section endommagée, le navire dut se rendre à Pearl Harbor puis à Puget Sound. Une fois sur place, une nouvelle proue fut installée et les réparations durèrent de mars à avril. L'USS Washington ne revint pas au front avant la fin mai,,
L'USS Washington participa ensuite à la campagne des îles Mariannes dans l'escorte des porte-avions même s'il bombarda les positions japonaises sur Saipan et Tinian le 13 juin. Du fait de la sortie de la majorité des navires restants de la Marine impériale japonaise, l'USS Washington, six autres cuirassés, quatre croiseurs lourds et quatorze destroyers couvrirent les porte-avions de la Task Force 58. La bataille de la mer des Philippines commença le 19 juin et après avoir repoussé les attaques des avions japonais, l'USS Washington se ravitailla en carburant et forma une nouvelle Task Force avec trois autres cuirassés et plusieurs navires plus légers. Après un arrêt prolongé à Eniwetok, la force soutint les débarquements de Peleliu et d'Angaur avant de retourner à sa mission d'escorte qui dura du 10 octobre au 17 février 1945,.

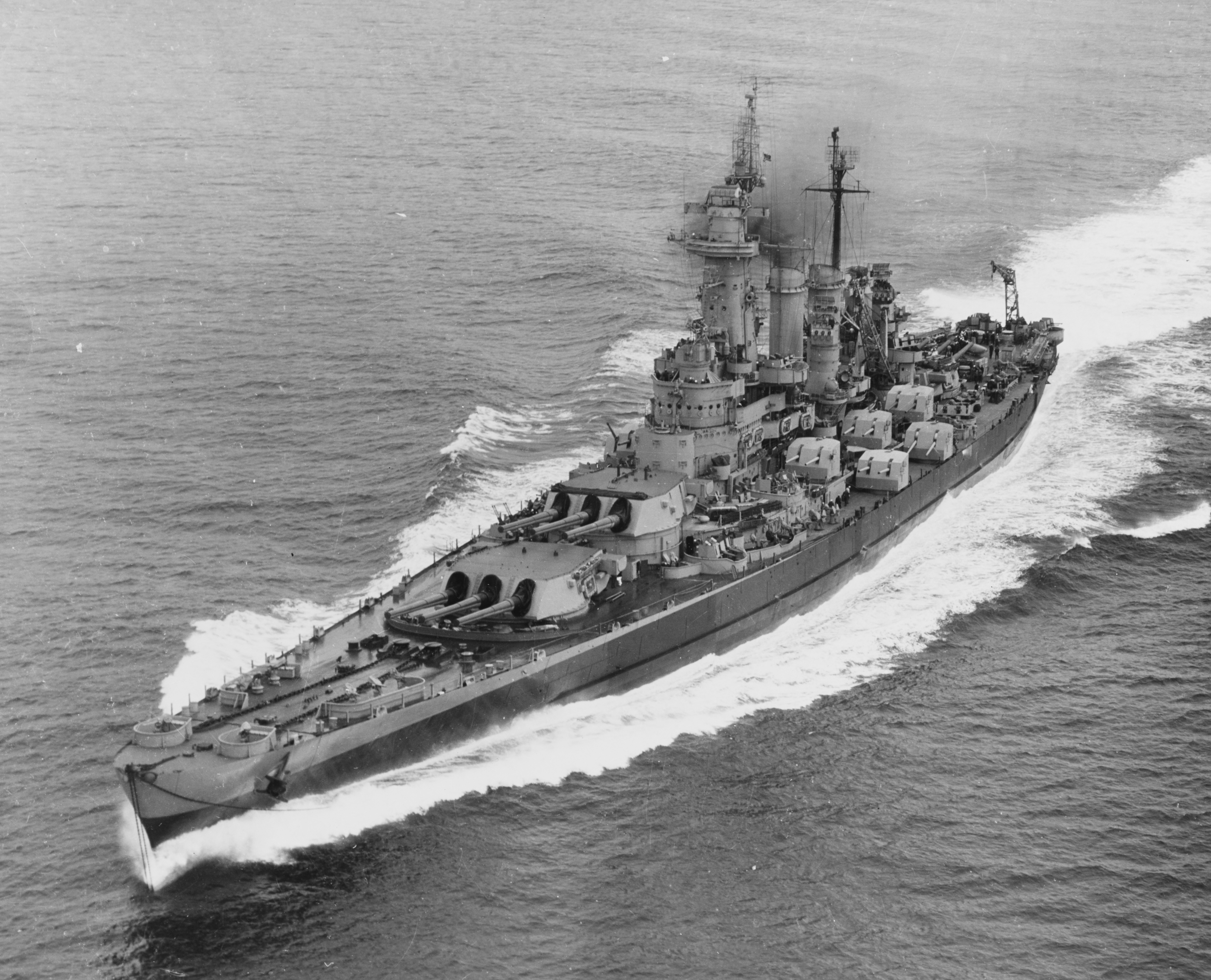
Le Washington à Puget Sound le 10 septembre 1945.

Le cuirassé bombarda Iwo Jima du 19 au 22 février en soutien de l'invasion de l'île avant d'escorter les porte-avions attaquant Tokyo et l'île de Kyūshū. Le 24 mars et le 22 avril, l'USS Washington bombarda Okinawa avant de retourner à Puget Sound pour y subir un réarmement car il avait été au combat la majorité du temps depuis sa dernière révision en mars-avril 1944. Ces réparations durèrent jusqu'à la fin de la guerre et l'USS Washington se rendit ensuite à Philadelphie où il arriva le 17 octobre. Il y reçut 145 couchettes supplémentaires dans le cadre de l'opération Magic Carpet. Le navire manœuvré par un équipage réduit de 84 officiers et de 835 marins rapatria 185 officiers et 1 479 soldats de Southampton aux États-Unis ; ce fut son seul voyage dans le cadre de cette opération. Il fut ensuite placé en réserve à Bayonne le 27 juin 1947 après un peu plus de six ans de service actif. L'USS Washington ne fut jamais réactivé. Rayé du Naval Vessel Register le 1er juin 1960, 21 ans exactement après son lancement, il fut vendu le 24 mai 1961 pour être démoli,,,,.